# Berrias-et-Casteljau
Berrias-et-Casteljau – miejscowość i gmina we Francji, w regionie Owernia-Rodan-Alpy, w departamencie Ardèche.
Według danych na rok 1990 gminę zamieszkiwało 541 osób, a gęstość zaludnienia wynosiła 20 osób/km² (wśród 2880 gmin regionu Rodan-Alpy Berrias-et-Casteljau plasuje się na 1108. miejscu pod względem liczby ludności, natomiast pod względem powierzchni na miejscu 286.).